# Theodor Pilling

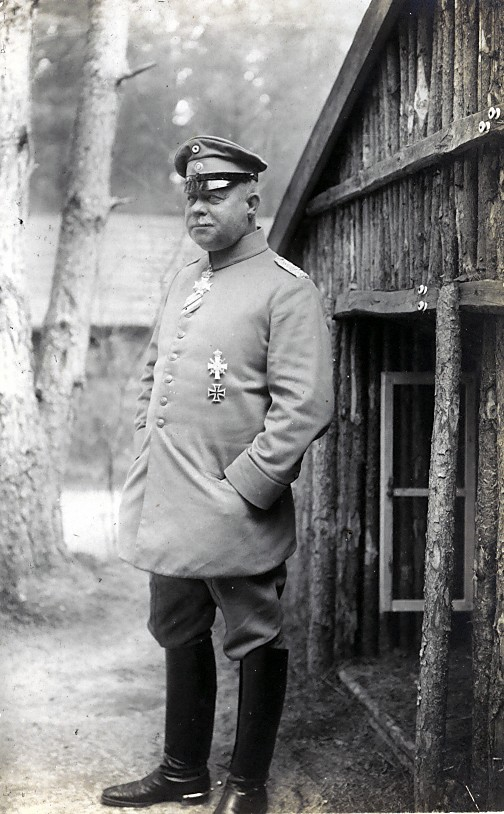
Pilling während des Ersten Weltkrieges

Friedrich Theodor Pilling (* 6. Mai 1865 in Gößnitz; † 22. Mai 1927 in Dresden) war ein sächsischer Generalmajor.

## Leben

### Familie
Er heiratete Adja Flohr und hatte mit ihr mindestens einen Sohn, den gleichnamigen Oberst der Wehrmacht Theodor Pilling (1897–1956).

### Karriere
Pilling besuchte das herzogliche Friedrichs-Gymnasium zu Altenburg und trat 1884 in die sächsische Armee ein. 1885 wurde er zum Unteroffizier befördert und im selben Jahre zum Fähnrich ernannt. Seine Beförderung zum Leutnant erfolgte 1886. 1893 wurde er zum Oberleutnant befördert. 1899 erfolgte seine Beförderung zum Hauptmann. Am 22. Mai 1908 wurde er zum Major beim Stabe des 7. Infanterie-Regiment „König Georg“ Nr. 106. Bis dahin war er mit dem Ritterkreuz I. Klasse des Albrechts-Ordens und dem Ritterkreuz II. Klasse des Hausordens vom Weißen Falken ausgezeichnet. Am 8. Dezember 1913 wurde er zum Oberstleutnant befördert. 1914 diente er als Kommandeur des I. Bataillons im 3. Infanterie-Regiment Nr. 102 „König Ludwig III. von Bayern“. Bis 1914 wurde er auch mit dem Roten Adlerorden IV. Klasse, dem Dienstauszeichnungskreuz und dem bayerischen Militärverdienstorden IV. Klasse ausgezeichnet.

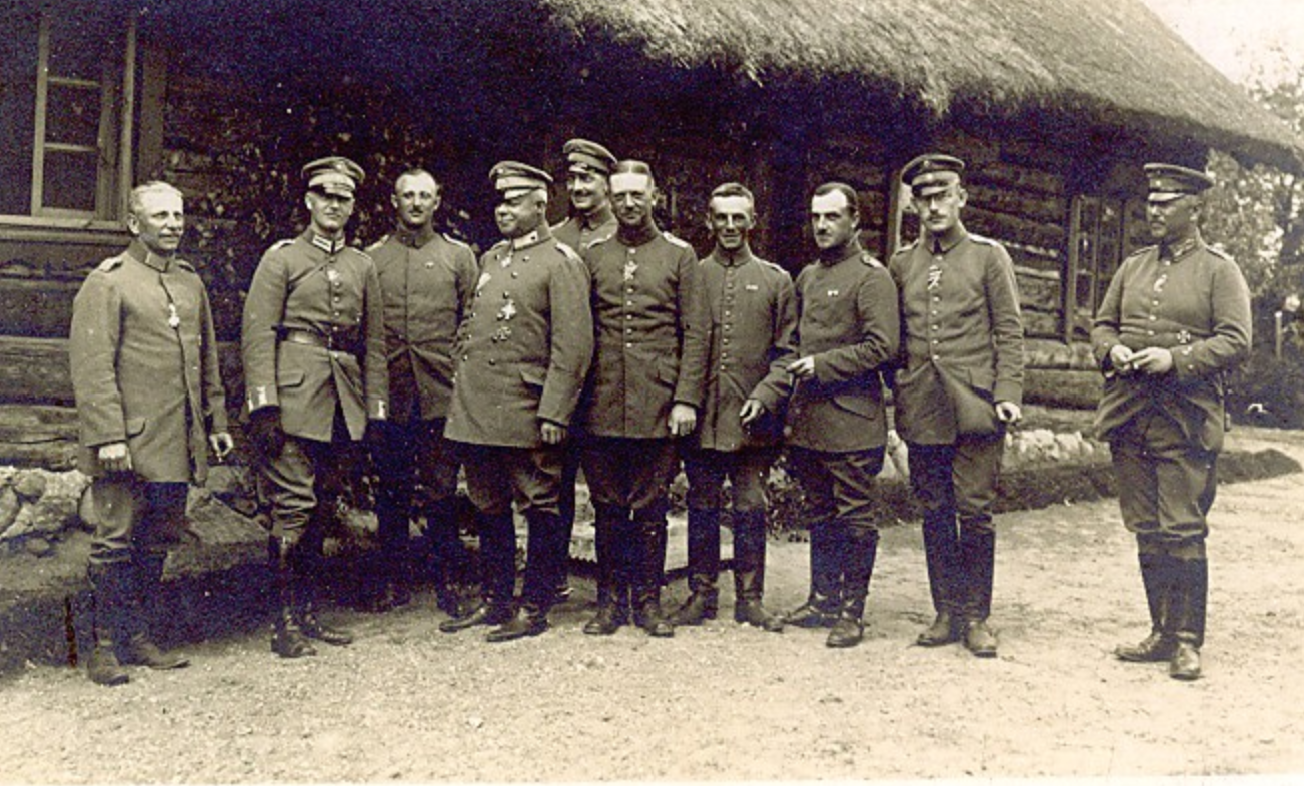
Zahlreiche sächsische Offiziere, darunter Johannes Schurig (1. v. l.), Kronprinz Georg (2. v. l.) und Theodor Pilling (4. v. l.)

Nach Ausbruch des Ersten Weltkrieges diente Pilling als Kommandeur des 13. Infanterie-Regiments Nr. 178. Er wurde 1915 mit dem Komturkreuz II. Klasse des Herzoglich Sachsen-Ernestinischer Hausordens ausgezeichnet. Während des Krieges wurde er auch mit dem Kommandeurkreuz II. Klasse des Militär-St.-Heinrichs-Ordens ausgezeichnet. Er schied nach Kriegsende als Generalmajor aus der Armee aus.
Pilling starb im Mai 1927 im Stadtkrankenhaus Dresden-Johannstadt.